# علی ترماخی
علی ترماخی (به کردی: عەلی تەرەماخی، Elî Teremaxî) (۱۵۹۱ در حکاری - ۱۶۹۳) نویسنده کرد، زبان‌شناس و عالم دینی سده شانزدهم میلادی است. عمده شهرت وی به واسطه کتاب صرف کرمانجی (به کردی: سەرفا کورمانجی، Serfa Kurmancî) است که اولین نمونهٔ نثر کردی و همچنین نخستین نوشته درباره دستور زبان کردی به شمار می‌آید. ملا محمود بایزیدی و الکساندر ژابا از کسانی هستند که نوشته‌های او را در سده نوزدهم جمع‌آوری کرده‌اند.

## زندگی
علی ترماخی در سال ۱۵۹۱ در منطقهٔ حکاری به دنیا آمد. او در مدرسه‌ای دینی در کردستان به تحصیل پرداخت و سپس تحصیل علوم دینی را در مدرسه‌های دیگری در مصر، بغداد و موصل ادامه داد. او چندین کتاب به زبان کردی به نگارش درآورده‌بود و از آن‌ها برای تدریس به زبان کردی به محصلان کُرد در مدرسه‌های کردستان استفاده می‌کرد. تنها اثر او که از بین نرفته و باقی مانده‌است، کتاب صرف کرمانجی است. علی ترماخی در سال ۱۶۵۳ درگذشت.

## آثار
از علی ترماخی تنها یک اثر به جای مانده و آثار دیگر او به دست ما نرسیده‌اند.
- صرف کورمانجی

### آثار از بین رفته
- داستان بی‌همتا (قهولێ یهکانه)
- مهرهٔ یاقوت (مۆریا یاقووت)
- پسران وطن (کورێد وهتان (وهلاد))
- زندگی حقیقی و رؤیا (ژیانا حهقیقهت و خهون)[۳]